# Otrohet
Otrohet avser sexuella eller romantiska handlingar som bryter mot moraliska krav på sexuell eller romantisk partnerexklusivitet i fasta förhållanden.[källa behövs] Med ett vardagligt ord kallas det vänsterprassel. Samlag utanför äktenskapet var inpå 1900-talet straffbara såsom hor,[källa behövs] varför otrohet i äktenskapet ibland kallas äktenskapsbrott. 
Jämförande studier av DNA och folkbokföring i europeiska och afrikanska länder indikerar att mindre än en procent av världens befolkning har en annan biologisk far än den som är officiellt registrerad.

## Betydelser
I sekulära icke-religiösa sammanhang betyder otrohet att man i hemlighet för sin partner, eller utan partnerns medgivande, har sex eller är tillsammans med någon annan. Begreppet inbegriper därför inte då man öppet har sex utanför förhållandet, till exempel vid partnerbyten, orgier, trekanter, och så vidare där det uttryckligen givits tillstånd för att ha sex med någon annan än den fasta partnern. Dock för andra sammanhang än partnerbyten, orgier, trekanter där livspartnen ändå givit tillstånd till sex med annan än partnern råder det delade meningar huruvida detta skall rubriceras som otrohet.

### Religiösa traditioner
I flera stora religioner som judendom, kristendom och islam betraktas otrohet som en synd mot gudomliga lagar, exempelvis "sjätte Guds bud" i Mose lag (2 Mos. 20:13). Tredje Mosebok 20:10 säger "Om någon begår äktenskapsbrott med en annan mans hustru, om han begår äktenskapsbrott med sin nästas hustru, så skall de straffas med döden, både mannen och kvinnan som har begått äktenskapsbrottet"

#### Islam
Enligt Koranen 24:2. ska otrohet straffas offentligt med piskstraff och enligt Koranen 24:3. är giftermål för en rättrogen med en person som begått äktenskapsbrott förbjudet. 

#### Kristendom
I gammal kristen tradition har begreppet äktenskapsbrott dessutom en vidare innebörd och innefattar också att man skiljer sig från en trogen partner eller gifter sig med en frånskild person (Matt. 5:32). Det är bakgrunden till kyrkans historiska motstånd mot skilsmässor, ett motstånd som dock alltmer luckrats upp under inflytande av de stora förändringar på samhälls- och familjelivets områden som skett i modern tid.
Att den kristna traditionens stränga krav innebär en ideal, snarare än en fullt ut realiserbar etik, antyds av de skärpta formuleringarna om äktenskapsbrott i Bergspredikan:
"Ni har hört att det blev sagt: Du skall inte begå äktenskapsbrott. Men jag säger er: den som ser på en kvinna med åtrå har redan i sitt hjärta brutit hennes äktenskap." (Matt. 5:27-28)
Denna radikalisering av begreppet är till synes oförenlig med att äktenskapsbrott är belagt med dödsstraff enligt gammaltestamentlig lag. Jesus undervisade att synd inte bara uppstår i handling, utan i tanke och avsikt (se även till exempel Jeremia 17:9-10). Guds krav på människan är alltså ouppnåeligt, varför hon behöver en Återlösare som kan ta dödsstraffet i hennes ställe. Relevant är också berättelsen om äktenskapsbryterskan i Johannesevangeliet 7:53-8:11:
"De skriftlärda och fariseerna kom då dit med en kvinna som hade ertappats med äktenskapsbrott. De ställde henne framför honom och sade: 'Mästare, den här kvinnan togs på bar gärning när hon begick äktenskapsbrott. I lagen föreskriver Mose att sådana kvinnor skall stenas. Vad säger du?'
Detta sade de för att sätta honom på prov och få något att anklaga honom för. Men Jesus böjde sig ner och ritade på marken med fingret. När de envisades med sin fråga såg han upp och sade: 'Den av er som är fri från synd skall kasta första stenen på henne.' Och han böjde sig ner igen och ritade på marken.
När de hörde hans svar gick de därifrån en efter en, de äldste först, och han blev ensam kvar med kvinnan framför sig. Jesus såg upp och sade till henne: 'Kvinna, vart tog de vägen? Var det ingen som dömde dig?'
Hon svarade: 'Nej, herre.' Jesus sade: 'Inte heller jag dömer dig. Gå nu, och synda inte mer.' "
Om människan omvänder sig, det vill säga överger synden och sätter sin tilltro till frälsaren, undgår hon alltså domen.

## I populärkultur
Otrohet har till exempel omsjungits med geografiskt tema i dansbandslåten "Du ringde från Flen" av Grönwalls 1992. 
I många såpoperor är det många som är otrogna vilket alltid orsakar intriger som gör det spännande för tittarna.